# Carlos Valencia
Carlos Hernán Valencia (Cerrito, 30 december 1953) is een voormalig profvoetballer uit Colombia, die als doelman onder meer speelde voor Deportivo Cali. Hij nam met het Colombiaans voetbalelftal deel aan de Olympische Spelen van 1980 in Moskou.

## Interlandcarrière
Valencia kwam in totaal zes keer uit voor de nationale ploeg van Colombia in de periode 1981–1985. Hij verdedigde het Colombiaanse doel onder meer op 13 september 1981 in de WK-kwalificatiewedstrijd tegen Uruguay (1-1). Zijn voornaamste concurrent was Pedro Antonio Zape.
| Interlands van Carlos Valencia voor Colombia | Interlands van Carlos Valencia voor Colombia | Interlands van Carlos Valencia voor Colombia | Interlands van Carlos Valencia voor Colombia | Interlands van Carlos Valencia voor Colombia | Interlands van Carlos Valencia voor Colombia |
| №                                            | Datum                                        | Wedstrijd                                    | Uitslag                                      | Competitie                                   | Goals                                        |
| -------------------------------------------- | -------------------------------------------- | -------------------------------------------- | -------------------------------------------- | -------------------------------------------- | -------------------------------------------- |
| 1                                            | 13 september 1981                            | Colombia – Uruguay                           | 1 – 1                                        | WK-kwalificatie                              | 0                                            |
| 2                                            | 26 juli 1984                                 | Colombia – Peru                              | 1 – 1                                        | Vriendschappelijk                            | 0                                            |
| 3                                            | 9 augustus 1984                              | Peru – Colombia                              | 0 – 0                                        | Vriendschappelijk                            | 0                                            |
| 4                                            | 24 augustus 1984                             | Colombia – Argentinië                        | 1 – 0                                        | Vriendschappelijk                            | 0                                            |
| 5                                            | 9 oktober 1984                               | Mexico – Colombia                            | 1 – 0                                        | Vriendschappelijk                            | 0                                            |
| 6                                            | 11 oktober 1984                              | Verenigde Staten – Colombia                  | 1 – 0                                        | Vriendschappelijk                            | 0                                            |